# Moulage métallique

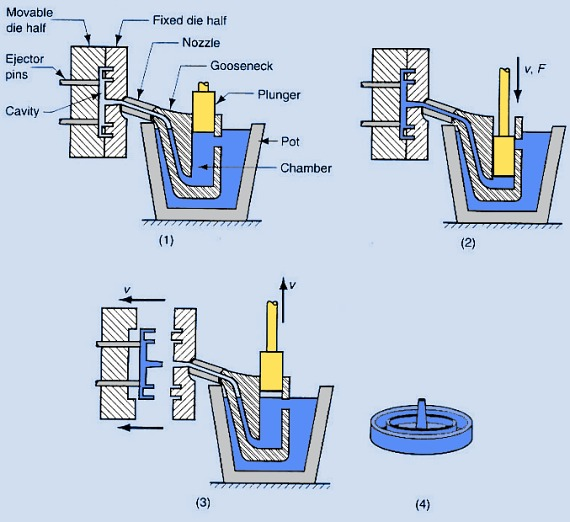
Moulage sous pression

Lors du moulage métallique ou moulage permanent le moule est réutilisable plusieurs fois. Le démoulage est rendu possible par la différence de matière entre le moule et le métal coulé. Le moule subit toujours un poteyage avant introduction du métal en fusion.

## Introduction
Pour la fonderie avec moule permanent, celui-ci est réalisé en métal (acier ou fonte). On appelle souvent ce moule « coquille ».
Contrairement au moulage sable, il n'y a pas de décochage de la pièce, mais un démoulage. C'est donc toujours le même moule qui est utilisé pour réaliser toutes les pièces d'une série.
Le moule est en :
- acier (5 % de chrome) ou en fonte en moulage coquille gravité (ou basse pression)
- acier (5 % de chrome) de type X38 CrMoV5 (désignation normalisée) en moulage sous pression. L'acier, après usinage, subit un traitement thermique constitué d'une trempe et de deux (ou trois) revenus. La dureté finale visée est de 45 à 55 HRC environ.

Le moule est constitué :
- de la carcasse (en acier moins noble) qui a pour rôle de maintenir les empreintes et d'assurer le bridage sur le plateau de la machine à mouler.
- des empreintes en contact avec le métal liquide. Ces empreintes sont traités thermiquement et peuvent faire l'objet de traitements de surface (carbonitruration et traitement de surface type PVD TiAlN pour les broches et noyaux).
- d'un système d'éjection (pour sortir des pièces) constitué d'éjecteurs et d'une batterie d'éjection (plaque, contreplaque...)

Les moules en fonderie sous pression peuvent être très complexes, coûter entre 30 000 € et 500 000 €, et représenter entre 10 et 15 % du prix final des pièces brutes réalisées (hors usinage).
Les empreintes ont une durée de vie de :
- 150 000 injections (pour les alliages d'aluminium)
- 500 000 à 1 million d'injections pour les alliages de zinc (zamak)
- 20 000  à   40 000 injections  pour les alliages de cuivre (laiton 60/40)

Les empreintes « meurent » par fissurations progressives résultant des chocs thermiques (chauffage brutal lors de l'injection de l'alliage et refroidissement causé par le poteyage).

## Différents types de fonderie avec moule permanent
On distingue plusieurs procédés de coulée en fonction de la pression à laquelle on coule le métal.
Pour les alliages d'aluminium, par exemple, la norme EN 1706 distingue trois types de fonderies utilisant des moules permanents :
- la coulée en coquille par gravité ;
- la coulée par basse pression en coquille ;
- la coulée sous-pression.

### Coulée par gravité
Dans le cas du moulage en coquille par gravité, le métal (Al Si7Mg, Al Si12, Al Si7Cu3, Al Mg10…) est coulé à la pression atmosphérique (comme pour le moulage sable) dans un moule métallique,
On distingue :
- le moulage coquille conventionnel (statique) ;
- le moulage en coquille basculant (dans lequel la machine et le moule pivotent, garantissant ainsi un remplissage plus calme et une santé pièce améliorée), le procédé de coulée basculante a été inventé par Durville en 1910 ;
- le procédé Cobapress (Saint-Jean Industries) qui combine deux phases, la première de moulage d'une ébauche et une deuxième de forge, permettant de donner un fibrage à l'alliage (Al Si7Mg) et d'améliorer les caractéristiques mécaniques (en fatigue en particulier).

Ce type de moulage et de procédé de coulée est utilisé dans l’industrie automobile  principalement pour la fabrication des pistons et des culasses.

### Coulée par basse pression
Dans le cas de la coulée par basse pression en coquille, le métal liquide (par exemple de l'Al Si7Mg) est injecté dans le moule par le bas à une pression légèrement supérieure à la pression atmosphérique (de l'ordre de 0,7 bar ). Ce procédé est utilisé pour le moulage de grandes pièces en aluminium.

### Coulée sous pression
Dans le cas de la coulée sous pression, la pression d'injection du métal liquide (Al Si9Cu3Fe) peut aller jusqu'à 700 bar et la vitesse d'injection dans le moule jusqu'à 50 m/s. À noter que la fonderie sous pression permet également de transformer des alliages de zinc, des laitons et des alliages de magnésium.
La fonderie sous pression est réservée à des productions en grandes séries pour des marchés de type automobile (carter moteur, carter de boîte, etc.), l’électroménager ou l’électrique du fait du prix élevé de l'outillage (moule et outil de découpe). Le moule représente environ 10 % du prix des pièces.
Un cycle traditionnel en fonderie sous pression aluminium se décompose ainsi :
- dosage du métal dans une louche automatique (four de maintien à proximité de la machine) ;
- versement du métal dans le conteneur ;
- phase lente d'injection ;
- phase rapide d'injection ;
- phase de compactage de l'alliage ;
- solidification de la grappe ;
- ouverture du moule (partie mobile) ;
- recul des tiroirs (si présents) ;
- éjection de la grappe (avance de la batterie d'éjection) ;
- prise de la grappe en automatique (bras robot) et évacuation vers un bac d'eau (refroidissement) et un outil de découpe (presse à découper dans la cellule) ;
- descente d'un bras de poteyage et poteyage (eau et agent démoulant) ;
- phase de soufflage (pour éliminer l'eau résiduelle en surface) et sortie du bras de poteyage ;
- fermeture des tiroirs et du moule partie mobile.

Une des phases les plus importantes du processus est la phase de compactage de l'alliage qui permet de limiter la formation de micro-retassures au moment de la solidification du métal. Cette phase de compression se fait alors que l'alliage est à l'état pâteux. Lors de la conception du moule par le fondeur, des outils métiers (Salsa 3D) peuvent être utilisés pour positionner et dimensionner le système d'alimentation (canaux, attaque tangentielle et éventail) et obtenir la bonne venue de la pièce et le respect des contraintes client (dimensionnel, santé interne et externe, tenue mécanique, étanchéité…). Les tirages d'air (évents), talons de lavage et système de refroidissement (canaux d'eau) et éventuellement de thermorégulation doivent être également tracés. Une phase de simulation numérique est souvent utilisée pour optimiser la conception du moule et réduire la mise au point (et les délais) ultérieures. Des logiciels de simulation spécialisés dans la fonderie (Pam Cast, Procast, Magma…) sont couramment utilisés de nos jours.
La durée du cycle varie de 40 secondes (machine de 400 tonnes) à deux minutes environ (machines 2 000 t) pour les alliages d'aluminium et de 10 s à 50 s pour les alliages de zinc (pièces plus petites). De très nombreuses pièces de taille réduite ou moyenne sont réalisées en moule multi-empreintes (2, 4 ou 8 pièces), ce qui permet de réduire les coûts de fabrication.
En fonderie sous pression, la santé interne des pièces est contrôlée en visuel à 100 % et par radioscopie par échantillonnage. Les lots douteux sont rebutés ou contrôlés à 100 % avant livraison.

### Autres applications de la coulée sous pression
Coulée sous pression de pièces en zamac, ou en matière plastique (moulage par injection).